# Valtablado del Río
Valtablado del Río – gmina w Hiszpanii, w prowincji Guadalajara, w Kastylii-La Mancha, o powierzchni 25,21 km². W 2011 roku gmina liczyła 12 mieszkańców.